# کوه کار
کوه کار (به انگلیسی: Mount Carr) یک کوه در کانادا است که در بریتیش کلمبیا واقع شده‌است. کوه کار ۲٬۵۹۰٫ متر بالاتر از سطح دریا واقع شده‌است.